# بالاخره رسیدیم؟
بالاخره رسیدیم؟ (به انگلیسی: Are We There Yet?) فیلمی خانوادگی جاده‌ای کمدی آمریکایی محصول سال ۲۰۰۵ به کارگردانی برایان لوانت است. این فیلم توسط استیون گری بنکس، کلادیا گرازیوسو، جی. دیوید استیم و دیوید ان. وایس بر اساس داستانی توسط بنکس و گرازیوسو نوشته شده است. در این فیلم آیس کیوب در کنار نیا لانگ، جی مهر و تریسی مورگان ایفای نقش می‌کند.دنباله این فیلم کارمان تمام شده؟ نام دارد.
این فیلم توسط کلمبیا پیکچرز و رولوشن استودیوز تولید شد و در ۲۱ ژانویه ۲۰۰۵ در سینما اکران شد. علی‌رغم دریافت نقدهای منفی از سوی منتقدان، این فیلم ۹۸ میلیون دلار در سراسر جهان و ۳٫۷ میلیون دی‌وی‌دی فروخت. موفقیت فیلم در گیشه باعث شد که مجموعه اصلی آن شامل یک دنباله (۲۰۰۷) و یک مجموعه تلویزیونی اسپین‌آف باشد که در ژوئن ۲۰۱۰ در تی‌بی‌اس پخش شد.

## داستان
در پورتلند، لیندزی و کوین کینگستون دو خواهر و برادر شیطان هستند که روابط مادر مطلقه‌شان را خراب می‌کنند تا او مجرد بماند و در نهایت دوباره با پدرشان آشتی کند. در همین حال، نیک پرسونز، صاحب یک فروشگاه لوازم ورزشی که از بچه‌ها بدش می‌آید، یک خودروی نو لینکلن ناویگیتور می‌خرد و با عروسک سر تکان‌دهنده محبوبش، ساچل پیج، فخر می‌فروشد؛ عروسکی که به شکل عجیبی جان می‌گیرد، هرچند فقط نیک صدایش را می‌شنود. وقتی نیک به فروشگاهش می‌رسد، از آن سوی خیابان زنی زیبا به نام سوزان را می‌بیند. در راه رفتن به سمت او، با تعجب و ناراحتی متوجه می‌شود که سوزان دو فرزند دارد که همان لیندزی و کوین هستند. همان شب، نیک دوباره با سوزان روبرو می‌شود و وقتی خودروی او خراب می‌شود، قبول می‌کند که او را به خانه برساند. در هفته‌های بعد، رابطه آن‌ها نزدیک‌تر می‌شود و میانشان پیوندی شکل می‌گیرد. در شب سال نو، زمانی که نیک سوزان را به فرودگاه می‌برد تا برای یک جلسه کاری به ونکوور برود، شوهر سابق سوزان، فرانک، تماس می‌گیرد و می‌گوید مریض شده و نمی‌تواند بچه‌ها را به فرودگاه برساند؛ بنابراین سوزان مجبور می‌شود به نیک اعتماد کند.
وقتی نیک به خانه سوزان می‌رسد، برای دومین بار با کوین و لیندزی روبرو می‌شود. آن‌ها با هم به فرودگاه می‌روند، جایی که کوین متوجه می‌شود که چاقوی بازکننده در بطری که نیک به او هدیه داده، جزو وسایل ممنوعه در پرواز است. چون نمی‌تواند آن را دور بیندازد، آن را یواشکی در جیب کت نیک می‌گذارد که باعث می‌شود مأموران امنیتی نیک را زمین‌گیر کنند. آن‌ها تصمیم می‌گیرند با قطار سفر کنند، اما درست لحظه‌ای که نیک سوار قطار می‌شود، کوین و لیندزی پیاده می‌شوند تا شنل یک اکشن فیگور را بردارند. قطار حرکت می‌کند و نیک مجبور می‌شود از قطار بپرد و چمدان‌ها را از دست می‌دهند. در نهایت، آن‌ها با بی‌میلی تصمیم می‌گیرند با ماشین سفر کنند.
با این تصور که نیک فقط دوست سوزان است، کوین و لیندزی کمی آرام‌تر شده‌اند، اما همچنان به شیطنت‌هایشان ادامه می‌دهند. وقتی مکالمه تلفنی بین نیک و دوستش مارتی را تصادفاً می‌شنوند، متوجه می‌شوند که نیک نه‌تنها از آن‌ها بدش می‌آید، بلکه درباره نداشتن احساس نسبت به سوزان هم دروغ گفته است. کوین با وانمود کردن به حمله آسم، نیک را از خودرو بیرون می‌کشاند. سپس لیندزی تلاش می‌کند خودرو را براند، اما چون رانندگی بلد نیست، موفق نمی‌شود، و نیک مجبور می‌شود روی سقف خودرو بپرد و دنبالشان کند. لیندزی خودرو را به مجسمه‌ای از یک هیزم‌شکن می‌کوبد که باعث می‌شود تبر مجسمه به ناحیه حساس نیک برخورد کند. بعدتر، لیندزی به راننده کامیونی به نام ال باک علامت می‌دهد، که فکر می‌کند آن‌ها گروگان گرفته شده‌اند. این باعث می‌شود نیک ناخواسته خودرو را به سمت جنگل، پایین کوه، براند و تصادف کند، که باعث آسیب شدید به خودرو و عصبانیت بیشتر او می‌شود. در نهایت، بچه‌ها تصمیم می‌گیرند با قطار فرار کنند تا پدرشان را ببینند و نیک هم سوار بر اسب به تعقیب‌شان می‌پردازد تا اینکه از اسب می‌افتد.
وقتی آن‌ها به خانه فرانک می‌رسند، کوین و لیندزی متوجه می‌شوند که او نه تنها درباره مریض بودنش دروغ گفته، بلکه یک خانواده جدید هم برای خودش تشکیل داده است. آن‌ها که احساس خیانت و فراموش شدن می‌کنند، کم‌کم به نیک علاقه‌مند می‌شوند، همان‌طور که نیک هم نسبت به آن‌ها احساس نزدیکی پیدا می‌کند، به‌ویژه وقتی برایشان تعریف می‌کند که پدر خودش هم او را رها کرده بوده. در حالی که آن‌ها به تدریج با هم دوست می‌شوند، سفر جاده‌ای‌شان را ادامه می‌دهند، اما هنوز هم با اتفاقات و دردسرهای مختلف روبرو می‌شوند. در یکی از این اتفاقات، کوین باید اسپری تنفسی‌اش را تمدید کند، و تنها داروسازی که می‌تواند کمک کند، در یک مهمانی شلوغ کودکان برای شب سال نو در نقش یک دلقک مشغول کار است. داروساز قبول می‌کند اسپری را تمدید کند، به شرطی که نیک در عوض مراقب بچه‌ها باشد. در طول این مدت، لیندزی استعداد خوانندگی‌اش را نشان می‌دهد و نسخه کارائوکه‌ای از آهنگ «احترام» از آریتا فرانکلین (۱۹۶۷) را اجرا می‌کند. در راه بازگشت، کوین به خاطر خوردن بیش از حد شیرینی در مهمانی، روی شیشه جلوی خودرو بالا می‌آورد و آن‌ها مجبور می‌شوند برای تمیز کردن خودرو، وارد یک منطقه حفاظت‌شده طبیعی شوند. در حالی که کوین و نیک در حال غذا دادن به یک گوزن با بیسکوییت هستند، لیندزی ناخواسته با فلاش دوربینش گوزن را می‌ترساند. گوزن وحشت‌زده به نیک حمله می‌کند و باعث می‌شود کلیدهای خودرو از دستش بیفتد و گم شود. نیک که نمی‌تواند خودرو را روشن کند، سعی می‌کند با استفاده از فندکش خودرو را راه بیندازد. اما وقتی کاپوت را می‌بندد، فندک واژگون شده و باعث آتش گرفتن ماشین می‌شود. آن‌ها به موقع خود را کنار می‌کشند و پیش از انفجار خودرو، نجات پیدا می‌کنند. نیک سر بچه‌ها داد می‌زند، اما خیلی زود آرام می‌شود و از آن‌ها عذرخواهی می‌کند.
با تبدیل شدن خودرو به توده‌ای از آهن‌پاره، سه نفره تصمیم می‌گیرند از کسی کمک بگیرند و سوار شوند. آن‌ها از ال باک درخواست کمک می‌کنند، اما چون ال هنوز فکر می‌کند نیک یک آدم‌رباست، او را تنها می‌گذارد و فقط بچه‌ها را سوار می‌کند. نیک موفق می‌شود با راننده‌ یک کامیون تبلیغاتی به نام ارنست همراه شود. در داخل کامیون ال، بچه‌ها به او حمله می‌کنند که منجر به تعقیب‌وگریزی می‌شود که تا ونکوور ادامه پیدا می‌کند، جایی که نیک با ال درگیر می‌شود. در میانه دعوا، کوین دچار حمله آسم می‌شود و نقش زمین می‌شود. نیک با عجله خودش را به او می‌رساند و کمکش می‌کند تا دوباره نفس بکشد. سوزان که شاهد این صحنه وحشتناک است، احساس می‌کند که اعتمادش به نیک اشتباه بوده. اما نیک با تشویق‌های ساچل تصمیم می‌گیرد به اتاق هتل سوزان برود تا با او و بچه‌ها خداحافظی کند. سوزان پس از دیدن میزان محبت و دلبستگی‌ای که بین نیک و بچه‌ها شکل گرفته، درمی‌یابد که نیک همان کسی است که باید در کنارش باشد. در لحظات آغاز سال نو، سوزان به نیک می‌گوید که او را انتخاب کرده، و آن دو همدیگر را می‌بوسند؛ صحنه‌ای که باعث خوشحالی لیندزی و کوین می‌شود.